# 1999年5月逝世人物列表
1999年逝世人物列表：1月 - 2月 - 3月 - 4月 - 5月 - 6月 - 7月 - 8月 - 9月 - 10月 - 11月 - 12月
1999年5月逝世人物列表，是用于汇总1999年5月期间逝世人物的列表

## 依日期排序

### 1日
- Eddie Chamblee，79歲，美國男高音、中音薩克斯管演奏家和歌手。[1]
- 阿利什·蘭巴蘭斯基（Alish Lambaranski），84歲，蘇聯和亞塞拜然政治家。
- 喬斯·勒杜克（Jos LeDuc），54歲，加拿大職業摔跤手，肺部感染。[2]
- 奧斯曼·艾哈邁德·奧斯曼，82歲，埃及工程師、企業家和政治家。
- 傑克·塞科斯基（Jack Sepkoski），50歲，美國古生物學家。[3]
- 布萊恩·肖-泰勒（Brian Shawe-Taylor），84歲，英國賽車手。

### 2日
- 湯瑪斯·科克倫（Thomas C. Cochran），97歲，美國經濟史學家和作家。[4]
- 比爾·大衛森（Bill Davidson），64歲，美式橄欖球運動員、教練和大學體育管理員。
- 伊戈爾·迪亞科諾夫（Igor M. Diakonoff），84歲，俄羅斯歷史學家、語言學家和翻譯家。[5]
- 歐內斯特·格羅斯（Ernest A. Gross），92歲，美國外交官和律師。[6]
- 道格拉斯·哈克尼斯（Douglas Harkness），96歲，加拿大政治家、教師和農民。
- 羅伯特·亞瑟·漢弗萊斯（Robert Arthur Humphreys），91歲，英國歷史學家和拉丁美洲研究教授。
- Tibor Kalman，49歲，美國平面設計師，非霍奇金淋巴瘤。[7]
- 奥利弗·里德（Oliver Reed），61歲，英國演員（《魔鬼》《奧利弗！》《三個火槍手》），酒精中毒，心臟病發作。[8]
- Włodzimierz Sokorski，90歲，波蘭共產主義政治家、作家和準將。
- Anahit Tsitsikian，72歲，亞美尼亞女小提琴家。

### 3日
- 喬·阿德科克，71歲，美國棒球運動員和經理，死於阿爾茨海默病。[9]
- 史蒂夫·基亞森，32歲，加拿大冰球運動員，酒後駕車撞車。[10]
- 戈弗雷·埃文斯，78歲，英國板球運動員。[11]
- 朱利奧·菲奧拉萬蒂，75歲，義大利歌劇男中音。[12]
- 兩西西里島的烏拉卡公主，85歲，德國貴族，波旁-兩西西裡家族成員。
- 约瑟夫·泽曼，84歲，捷克足球運動員。[13]

### 4日
- 曼尼·巴比特（Manny Babbitt），50歲，越南戰爭的美國海軍陸戰隊退伍軍人，被定罪的殺人犯，被注射死刑。[14]
- 阿爾伯特·費恩利（Albert Fearnley），75歲，英國橄欖球聯盟足球運動員和教練。
- 威爾弗里德·吉羅姆斯（Wilfried Geeroms），57歲，比利時奧運跨欄運動員，癌症。[15]
- 讓·馬里烏斯·勒內·吉貝（Jean Marius René Guibé），89歲，法國博物學家。[16]
- 馬亨德拉·納拉揚·尼迪（Mahendra Narayan Nidhi），77歲，尼泊爾政治家和甘地領導人。
- 約翰·薩爾蒙（John Salmon），88歲，紐西蘭攝影師、環保主義者和作家。
- 亨利·蒂勒（Henry Tiller），84歲，挪威拳擊手和奧運獎牌得主。[17]

### 5日
- 瓦西裡斯·迪亞曼托普洛斯（Vasilis Diamantopoulos），78歲，希臘演員，心臟病發作。
- 約翰·霍華德（John Howard），86歲，二戰期間的英國陸軍軍官。[18]
- 阿梅裡科·帕雷德斯，83歲，美國作家。[19]
- 罗德里戈·鲁伊斯（Rodrigo Ruiz），76歲，墨西哥足球運動員。[20]

### 6日
- 胡世楨(Sze-Tsen Hu)，86歲，中華民國中央研究院第6屆(數理科學組)院士。[21]
- 費赫米·阿加尼（Fehmi Agani），67歲，科索沃社會學家和政治家。
- 長谷川敬三，76歲，日本田徑運動員和奧運選手。[22]
- 东山魁夷，90歲，日本作家和藝術家。
- 斯文·邁耶（Sven Meyer），21歲，德國花樣滑冰運動員，被槍殺。
- 約翰尼·莫裡斯（Johnny Morris），82歲，英國電視節目主持人。[23]
- 瑪麗亞·蘿拉·羅卡（Maria Laura Rocca），81歲，義大利女演員和作家。
- Mark Tuinei，39歲，美式足球運動員，吸毒過量。[24]

### 7日
- 約瑟夫·格雷，79歲，愛爾蘭出生的英國羅馬天主教主教，什魯斯伯里主教。[25]
- 萊昂·赫斯，85歲，美國商人，紐約噴氣機隊的老闆。[26]
- Elliot Pinhey，88歲，英國昆蟲學家。[27]
- 陈燕燕，83歲，中國女演員、電影製片人。
- 尤里·扎哈蘭卡，47歲，白俄羅斯部長和反對派政治家，被盧卡申科政權謀殺。[28]

### 8日
- 愛德華·亞伯拉罕（Edward Abraham），85歲，英國生物化學家，中風。[29]
- 狄·保加第（Dirk Bogarde），78歲，英國演員（《家裡的醫生》《僕人》《太遠的橋》），心臟病發作。[30]
- 艾德·吉伯特（Ed Gilbert），67歲，美國配音演員（《變形金剛》《TaleSpin》《G.I. Joe： A Real American Hero》），肺癌。[31]
- Soeman Hs，95歲，印尼作家。
- 約翰·科茨（John Kotz），80歲，美國大學籃球運動員和早期職業籃球運動員。
- 邁克爾·南丁格爾，76歲，英國演員。
- 艾倫·派特森（Alan Paterson），70歲，英國跳高運動員和奧運選手。[32]
- 莎莉·佩恩（Sally Payne），86歲，美國女演員，中風。
- 達娜·柏拉圖（Dana Plato），34歲，美國女演員（Diff'rent Strokes），服藥過量自殺。[33]
- 萊昂·湯瑪斯（Leon Thomas），61歲，美國爵士樂和藍調歌手，心力衰竭。[34]

### 9日
- Harry Blech，89歲，英國小提琴家和指揮家。[35]
- 雪麗·丁斯代爾，72歲，美國口技師，電視和廣播名人，死於癌症。[36]
- 德里克·法切特，53歲，英國政治家，心臟病發作而死。
- 尤爾根·福克斯，48歲，東德作家和持不同政見者，患有白血病。[37]
- 吉姆·亨特，95歲，美國運動教練。
- Božidar Kantušer，77歲，斯洛維尼亞古典音樂作曲家，死於腦梗塞，中風。[38]
- 薇諾娜·利普曼，美國政治家，死於癌症。[39]
- Ivan M. Niven，83歲，加拿大裔美國數學家。[40]
- 喬治·T·雷蒙德，84歲，美國民權領袖。
- Karamshi Jethabhai Somaiya，96歲，印度教育家。
- Ole Søltoft，58歲，丹麥演員。

### 10日
- 漢斯·格蘭利德，72歲，瑞典小說家和文學研究者。
- Anésia Pinheiro Machado，巴西女飛行員。
- 約翰·穆諾尼，70歲，奈及利亞作家。[41]
- 卡爾·波維斯，71歲，美國棒球運動員。[42]
- 谢尔·希尔弗斯坦，68歲，美國詩人、劇作家和漫畫家，心臟病發作而死。[43]
- 埃裡克·威利斯，77歲，澳大利亞政治家，新南威爾士州州長（1976年）。[44]

### 11日
- 何塞·費爾南德斯·阿瓜約（José Fernández Aguayo），西班牙攝影指導。[45]
- 埃克巴爾·艾哈邁德（Eqbal Ahmad），65歲，巴基斯坦政治學家、作家和和平主義者，心力衰竭。[46]
- 約瑟夫·多斯塔爾（Josef Dostál），95歲，捷克植物學家、蕨類動物學家、環保主義者和登山者。
- 伊萊恩·菲菲爾德（Elaine Fifield），68歲，澳大利亞芭蕾舞演員。[47]
- 維爾納·福克斯（Werner Fuchs），50歲，德國足球運動員，心臟病發作。[48]
- 喬治·亨特（George Hunter），60歲，蘇格蘭摩托車賽車手。
- Birdy Sweeney，67歲，愛爾蘭演員和喜劇演員。
- 羅伯特·湯瑪斯（Robert Thomas），72歲，威爾士雕塑家。

### 12日
- 威廉·詹姆斯·摩根，84歲，北愛爾蘭工會主義政治家。
- 羅伯特·羅斯，47歲，澳大利亞運動員，四肢癱瘓，手術后併發症。[49]
- 佩妮·桑頓，82歲，美國女演員[50]
- 索尔·斯坦伯格，84歲，羅馬尼亞裔美國漫畫家和插畫家。[51]
- 耶日·斯特羅巴，79歲，波蘭羅馬天主教主教。
- 丹尼爾·弗蘭克·沃爾斯，56歲，紐西蘭理論物理學家，死於癌症。

### 13日
- 阿卜杜勒·阿齊茲·伊本·巴茲，88歲，沙烏地阿拉伯伊斯蘭學者。[52]
- 羅伊·克勞森，84歲，英國生物學家。
- 梅格·格林菲爾德，68歲，美國社論作家，死於癌症。[53]
- 日野元彥，53歲，日本爵士鼓手，肝功能衰竭而死。
- 朱塞佩·佩特裡利（Giuseppe Petrilli），86歲，義大利教授和歐盟委員。
- 吉恩·薩拉岑（Gene Sarazen），97歲，美國高爾夫球手，肺炎併發症。[54]
- 約翰·懷廷，90歲，美國社會學家和人類學家。[55]

### 14日
- 曼努埃爾·德爾·卡布拉爾，92歲，多明尼加詩人、作家和外交官。[56]
- 巴克·霍頓，84歲，美國電視製片人和作家，死於肺氣腫。[57]
- 唐寶雲，55歲，臺灣女演員。[58]
- 約瑟夫·F·史密斯，79歲，美國政治家。
- 威廉·塔克，38歲，美國吉他手，自殺身亡。
- Grete Weil，92歲，德國作家。
- 阿斯拉特·沃爾德耶斯（Asrat Woldeyes），70歲，衣索比亞外科醫生，心臟病患者。[59]
- 傑里·溫德利希（Jerry Wunderlich），73歲，美國佈景師（《驅魔人》、《最後的大亨》、《戰爭遊戲》）。
- Nitya Chaitanya Yati，74歲，印度哲學家、心理學家、作家和詩人。[60]

### 15日
- Valeh Barshadly，71歲，亞塞拜然國防部長。
- 莉莉·法約爾（Lily Fayol），84歲，法國歌手。[61]
- 羅伯·格雷頓（Rob Gretton），46歲，英國樂隊經理（Joy Division，New Order），心臟病發作。[62]
- 恩斯特·莫施（Ernst Mosch），73歲，德國音樂家、作曲家和指揮家。
- 肯尼斯·裡奇斯（Kenneth Riches），90歲，英國聖公會主教。[63]
- 鮑勃·威爾遜（Bob Wilson），85歲，美國橄欖球運動員。

### 16日
- 明德·科爾曼，95歲，美國藝術家。
- Cam Fraser，67歲，加拿大足球運動員。
- 鮑比·戈德曼，60歲，美國橋牌運動員、作家和官員。
- 喬治·希爾·霍德爾，91歲，美國醫生，多起謀殺案嫌疑人。[64]
- 安迪·諾瓦爾，87歲，澳大利亞橄欖球運動員。
- 倫比特·奧爾，33歲，愛沙尼亞國際象棋特級大師，自殺身亡。[65]

### 17日
- 詹姆斯·布勞頓，85歲，美國詩人、劇作家和電影製片人，心力衰竭而死。[66]
- 布魯斯·費爾貝恩，49歲，加拿大音樂家和唱片製作人。[67]
- Božidar Finka，73歲，克羅埃西亞語言學家和詞典編纂者。
- 亨利·鐘斯，86歲，美國演員，死於跌倒併發症。[68]
- 塞爾瑪·卡拉馬，68歲，美國奧運游泳運動員。[69]
- 埃德·里姆库斯，85歲，立陶宛裔雪橇運動員。[70]

### 18日
- 胡安·曼努埃爾·庫德，64歲，西班牙網球運動員。
- Hayrettin Erkmen，84歲，土耳其政治家。
- 迪亞斯·戈麥斯，76歲，巴西劇作家，死於交通事故。[71]
- 漢克·赫林，76歲，美國拳擊手。[72]
- 米格爾·佩德羅·蒙多，61歲，美國天主教會主教。
- 奧古斯都·巴勃羅，44歲，牙買加唱片製作人和音樂家，呼吸衰竭而死。[73]
- 弗雷迪·蘭德爾，78歲，英國爵士小號手和樂隊領隊。[74]
- 贝蒂·鲁宾逊，87歲，美國運動員，阿爾茨海默病。[75]

### 19日
- James Blades，97歲，英國打擊樂手。[76]
- Candy Candido，85歲，美國廣播表演者，貝斯手和配音演員。
- 麗蓓嘉·埃爾森，39歲，加拿大裔美國天文學家和作家，死於癌症。
- 拉裡·馬克斯，77歲，美國喜劇演員、歌手和編劇。[77]
- 小約翰·麥克斯威尼（John McSweeney， Jr.），83歲，美國電影剪輯師。[78]
- 薇拉·斯卡思-詹森（Vera Scarth-Johnson），87歲，英裔澳大利亞植物學家和植物插畫家。
- Xhafer Spahiu，75歲，阿爾巴尼亞政治家。
- Alister Williamson，80歲，澳大利亞-英國演員。

### 20日
- 威廉·阿爾弗雷德，76歲，美國劇作家、詩人和學者。[79]
- 雷納托·蓋伊，78歲，義大利足球運動員和經理。[80]
- 詹姆斯·E·希爾，77歲，美國空軍上將，二戰飛行王牌，死於癌症。
- 羅伯特·羅德斯·詹姆斯，66歲，英國政治家。[81]
- 卡洛斯·奎里諾，89歲，菲律賓傳記作家和歷史學家。[82]
- 科萊特·里佩爾，69歲，法國女演員。[83]

### 21日
- 凡妮莎·布朗，71歲，奧地利裔美國女演員，死於乳腺癌。[84]
- 約瑟夫·克萊伯，82歲，荷蘭長號手、小提琴家和作曲家。[85]
- 科林·海耶斯，75歲，澳大利亞純種賽馬訓練師。
- 諾曼·羅辛頓，70歲，英國演員。[86]
- 馬里奧·塔利亞費里，71歲，義大利天主教會主教。
- 富爾維奧·托米扎，64歲，義大利作家。[87]

### 22日
- Milton Banana，64歲，巴西波薩諾瓦和爵士鼓手。[88]
- Loleh Bellon，74歲，法國舞臺和電影女演員和劇作家。[89]
- 馬克·愛德華·布蘭得利，92歲，美國空軍將軍和飛行員先驅。[90]
- 魯本·W·卡瓦洛蒂，74歲，烏拉圭-阿根廷電影導演。
- 杜伊利奧·科萊蒂，92歲，義大利電影導演和編劇，心臟病發作而死。[91]
- 阿爾弗雷德·庫貝爾，90歲，美國政治家。

### 23日
- 亞瑟·愛德華·埃利斯，84歲，英格蘭足球裁判，死於癌症。
- 歐文·哈特，34歲，加拿大職業摔跤手，因摔倒而受傷。[92]
- 約翰·T·海沃德，90歲，二戰期間的美國海軍飛行員，死於癌症。[93]
- Asa Singh Mastana，71歲，印度音樂家和歌手。
- 約翰·普倫蒂斯，78歲，美國漫畫家（瑞普·柯比）。[94]
- 阿尔伯特·查尔斯·史密斯，93歲，美國植物學家。[95]

### 24日
- 愛琳·巴切，98歲，英國藝術家。[96]
- 古魯·哈努曼，98歲，印度摔跤教練，死於車禍。
- T. N. Gopinathan Nair，81歲，印度劇作家、小說家、詩人和編劇。
- 拉蒙·鲁维亚尔（Ramón Rubial），92歲，西班牙社會主義領袖。[97]
- 阿納爾多·席爾瓦，55歲，葡萄牙足球運動員。[98]

### 25日
- Fredda Brilliant，96歲，波蘭雕塑家和女演員。[99]
- 希拉蕊布魯克，84歲，美國電影女演員，死於肺栓塞。[100]
- 霍斯特·弗蘭克，69歲，德國電影演員，死於中風。[101]
- René Gallice，80歲，法國足球運動員。
- 保羅·莫斯，90歲，美國橄欖球運動員。[102]
- Bal Dattatreya Tilak，80歲，印度化學工程師。

### 26日
- 威廉·庫托洛，49歲，美國黑幫（可倫坡犯罪家族），被謀殺。[103]
- 休·菲什爵士，76歲，英國化學家。[104]
- 貝利·拉利塔，25歲，印度民謠歌手，兇殺案。
- 費利佩·羅德裡格斯，73歲，波多黎各波萊羅斯歌手，摔倒後死亡。
- 保羅·薩赫，93歲，瑞士指揮家、贊助人和監製。[105]
- 沃爾多·塞蒙，100歲，美國發明家。[106]
- Erik von Kuehnelt-Leddihn，89歲，奧地利政治學家和記者。[107]
- 傑克·威爾斯，88歲，加拿大廣播電視播音員。

### 27日
- 愛麗絲·亞當斯，72歲，美國短篇小說家和小說家。[108]
- 紮克·德·比爾，70歲，南非政治家和商人，死於中風。
- 弗朗辛·埃弗雷特，84歲，美國女演員和歌手。[109]
- 蒂莫·蘭彭，64歲，芬蘭籃球運動員。[110]
- 威廉·T·摩爾，81歲，美國律師和政治家。
- 莉亞·雷，84歲，美國歌手和女演員。[111]
- 詹姆斯·羅蘭，76歲，澳大利亞空軍元帥。[112]
- 维奥莱特·韦布，84歲，英國田徑運動員和奧運獎牌得主。[113]

### 28日
- 邁克爾·巴爾凱，64歲，以色列海軍上將，自殺身亡。
- 彼得·博斯托克，87歲，英國聖公會牧師。[114]
- 亨利·卡爾森，81歲，瑞典足球運動員和經理。[115]
- 弗洛倫斯·麥克邁克爾，80歲，美國角色女演員。
- 拉斐爾·雷卡納蒂，75歲，以色列裔美國航運巨頭、銀行家和慈善家，心力衰竭而死。[116]
- 羅蘭茲夫人，95歲，美國電影女演員。
- Petrus Van Theemsche，83歲，比利時自行車賽車手。[117]
- B. Vittalacharya，79歲，印度電影導演和製片人。

### 29日
- Joe Busch，91歲，澳大利亞橄欖球運動員。[118]
- 若昂·卡洛斯·德·奧利維拉，45歲，巴西運動員，死於酗酒併發症。
- 伯納德·拉哈裡格（Bernard Lajarrige），87歲，法國電影和電視演員。[119]
- 馬蒂亞·莫雷尼（Mattia Moreni），78歲，義大利雕塑家和畫家。[120]
- 理查·雷，72歲，美國政治家。[121]

### 30日
- 唐·哈珀，78歲，澳大利亞作曲家。[122]
- 索尼婭·查德威克·霍克斯，67歲，英國考古學家，死於癌症。[123]
- William R. Lawley Jr.，78歲，美國陸軍航空隊軍官，榮譽勳章獲得者。[124]
- Kalju Lepik，78歲，愛沙尼亞詩人。
- 保羅·S·紐曼，75歲，美國漫畫書和連環畫作家，心臟病發作而死。[125]

### 31日
- 埃米利奧·巴爾多內多（Emilio Baldonedo），82歲，阿根廷足球運動員和經理。[126]
- 伊納亞特·海珊·巴蒂（Inayat Hussain Bhatti），71歲，巴基斯坦演員、編劇、社會工作者和專欄作家。[127]
- Don Biederman，59歲，加拿大賽車手，腦動脈瘤。
- 尼古拉斯·佈雷哈爾（Nicolas Bréhal），46歲，法國小說家和文學評論家。[128]
- 達沃爾·杜伊莫維奇，29歲，波士尼亞塞族演員，自殺。[129]
- 威利巴爾德·哈恩（Willibald Hahn），89歲，奧地利足球運動員和經理。[130]
- 阿納托利·伊萬諾夫，71歲，蘇聯和俄羅斯作家。
- 奧古斯特·勒布勒東（Auguste Le Breton），86歲，法國小說家，肺癌。[131]
- 拉多米爾·盧基奇，84歲，塞爾維亞法學家和學者。[132]
- 查理斯·皮理斯（Charles Pierce），72歲，美國女性模仿者。[133]
- 維倫德拉·庫瑪律·薩赫萊查（Virendra Kumar Sakhlecha），69歲，印度政治家。